# 新居浜工業専門学校 (旧制)
| 新居浜工業専門学校 （新居浜工専） | 新居浜工業専門学校 （新居浜工専） |
| --------------------------------- | --------------------------------- |
| 創立                              | 1939年                            |
| 所在地                            | 愛媛県新居浜市                    |
| 初代校長                          | 浦川敏介                          |
| 廃止                              | 1951年                            |
| 後身校                            | 愛媛大学工学部                    |
| 同窓会                            | 愛媛大学工業会                    |

新居浜工業専門学校 （にいはまこうぎょうせんもんがっこう） は、1939年 （昭和14年） に創立された官立の旧制専門学校。創立時の名称は 「新居浜高等工業学校」 （略称： 新居浜高工）。

## 概要
- 戦時体制下の技術者拡充を図るため、1939年に増設された官立高等工業学校 7校の一つ （他の 6校は、室蘭、盛岡、多賀、大阪、宇部、久留米）。
- 新居浜高工創立時は、本科 （修業年限3年） に機械科・工作機械科・電気科・採鉱科・冶金科を設置した。
- 第二次世界大戦中の1944年に新居浜工業専門学校と改称された。
- 学制改革で新制愛媛大学工学部の母体となった。
- 現存する新制新居浜工業高等専門学校 （新居浜高専） は別組織であるが、愛媛大学工学部が松山市に移転する見返りに、跡地に開設された学校である。
- 同窓会は 「愛媛大学工業会」 と称し、旧制・新制 （工学部） 合同の会となっている。

## 沿革

### 新居浜高等工業学校時代
- 1938年12月18日： 愛媛県議会、「国営高等工業学校設置要望に関する意見書」 を可決。
- 1939年2月： 県知事・新居浜市長ら上京、高等工業学校設置を陳情。
- 1939年3月31日： 文部省、高等工業学校増設 7校を発表。新居浜市への設置決定。
  - 住友本社、別子銅山開坑250周年記念で 100万円を県に寄附。
  - 愛媛県、住友からの 80万円を国に寄附し、残り 20万円と県費 20万円で寄宿舎建設。
  - 新居浜市、30万円・校地30000坪を寄附。
- 1939年5月22日： 文部省直轄諸学校官制改正で新居浜高等工業学校設置 （勅令第336号）。
  - 翌23日、規程・規則制定。本科 （修業年限3年） に機械科・工作機械科・電気科・採鉱科・冶金科を設置。
- 1939年6月： 新居浜市庄内庄司 （現・八雲町） を校地に決定。
- 1939年7月10日： 生徒ら、開校祝賀ストームを敢行。
- 1939年7月11日： 仮校舎で第1回入学式。
- 1940年4月： 住友アルミ青年学校校舎を第2期生用に借用。
- 1940年11月： 新校舎第1期竣工。12月9日、新校舎に移転。
- 1941年3月6日： 寄宿舎竣工。9月1日、「雄風寮」 と命名。
- 1941年12月28日： 第1回卒業式。
  - 戦時措置による繰上卒業 （1942年から1945年は9月卒業）。

### 新居浜工業専門学校時代
- 1944年4月： 新居浜工業専門学校と改称 （3月28日勅令第165号）。
  - 本科学科： 機械科 （旧機械科 + 旧工作機械科）・電気科・採鉱科・冶金科。
- 1946年1月： 復員者のために機械専修科を設置。
  - 1期のみで廃止。
- 1947年1月26日： 同窓会 「国領会」 発足 （1974年5月、「愛媛大学工業会」 と改称）。
- 1947年1月27日： 理工科大学昇格学生大会を開催。
- 1947年3月31日： 衆議院、新居浜工専の大学昇格を建議。
- 1948年5月24日： 四国総合大学設置期成委員会、四国総合大学案を文部省に提出。
- 1948年6月： 四国総合大学案、文部省の一県一大学方針により挫折。
- 1949年5月31日： 新制愛媛大学発足。
  - 新居浜工専は工学部 （機械工学科・電気工学科・鉱山学科・冶金学科） の母体として包括された。
- 1951年3月31日： 旧制新居浜工業専門学校、廃止。

## 歴代校長
- 初代： 浦川敏介 （1939年5月 - 1945年4月）
  - 前・秋田鉱専教授
- 第2代： 酒井佐明 （1945年4月 - 1948年10月）
- 第3代： 田中正三郎 （1948年10月 - 1951年3月）

## 校地の変遷と継承
新居浜高工創立当初は、新居浜第二尋常小学校 （現・新居浜市立宮西小学校） 校舎を仮校舎とした。翌1940年には第2期生を収容するために、住友アルミ青年学校 （夜間校） 校舎を昼間のみ借用した。1940年末に新居浜市庄内1188番地 （現・八雲町） の校舎が竣工し、移転した。庄内の校地は、後身の新制愛媛大学工学部に引き継がれた。1960年代に入り、工学部が松山市城北地区 （文京町） に統合移転することになり、その見返りとして1962年4月、国立新居浜工業高等専門学校 （新居浜高専） が庄内校地に設置された。高専との同居を約1年続けた後、1963年8月、愛媛大学工学部は松山市城北地区に移転した。庄内 （八雲町） の校地は新居浜高専に引き継がれて現在に至っている。

## 著名な出身者
- 北代省三 - 美術家、写真家。実験工房メンバー
- 山崎英夫 - エンジニア。実験工房メンバー

## 関連書籍
- 作道好男・作道克彦（編）　『愛媛大学工学部史』　教育文化出版教育科学研究所、1984年7月。